# Erodium angustilobum
Erodium angustilobum là một loài thực vật có hoa trong họ Mỏ hạc. Loài này được Carolin mô tả khoa học đầu tiên năm 1970.